# Gahlenz
Gahlenz ist ein Gemeindeteil der sächsischen Stadt Oederan im Landkreis Mittelsachsen.

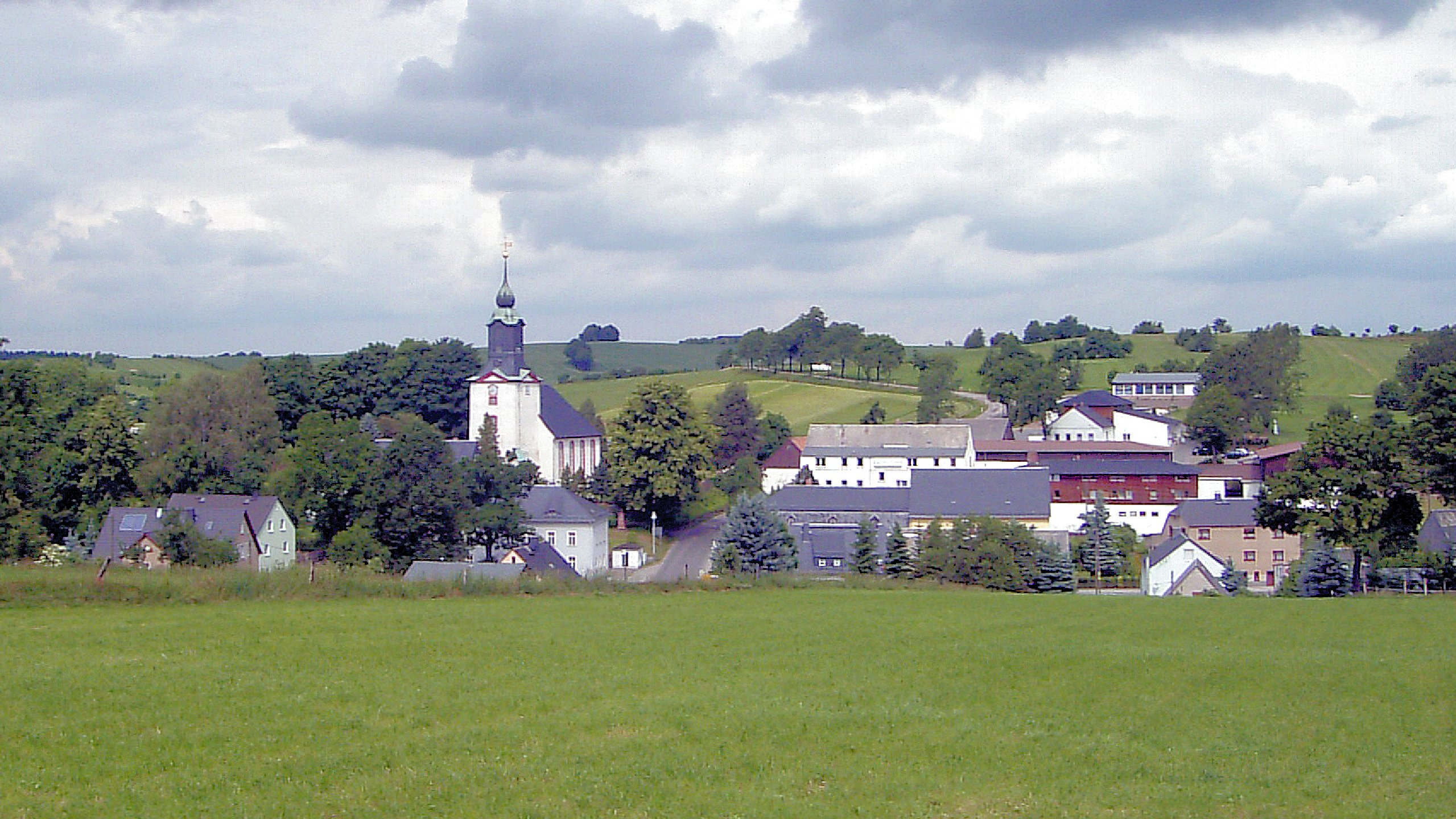
Blick auf Gahlenz

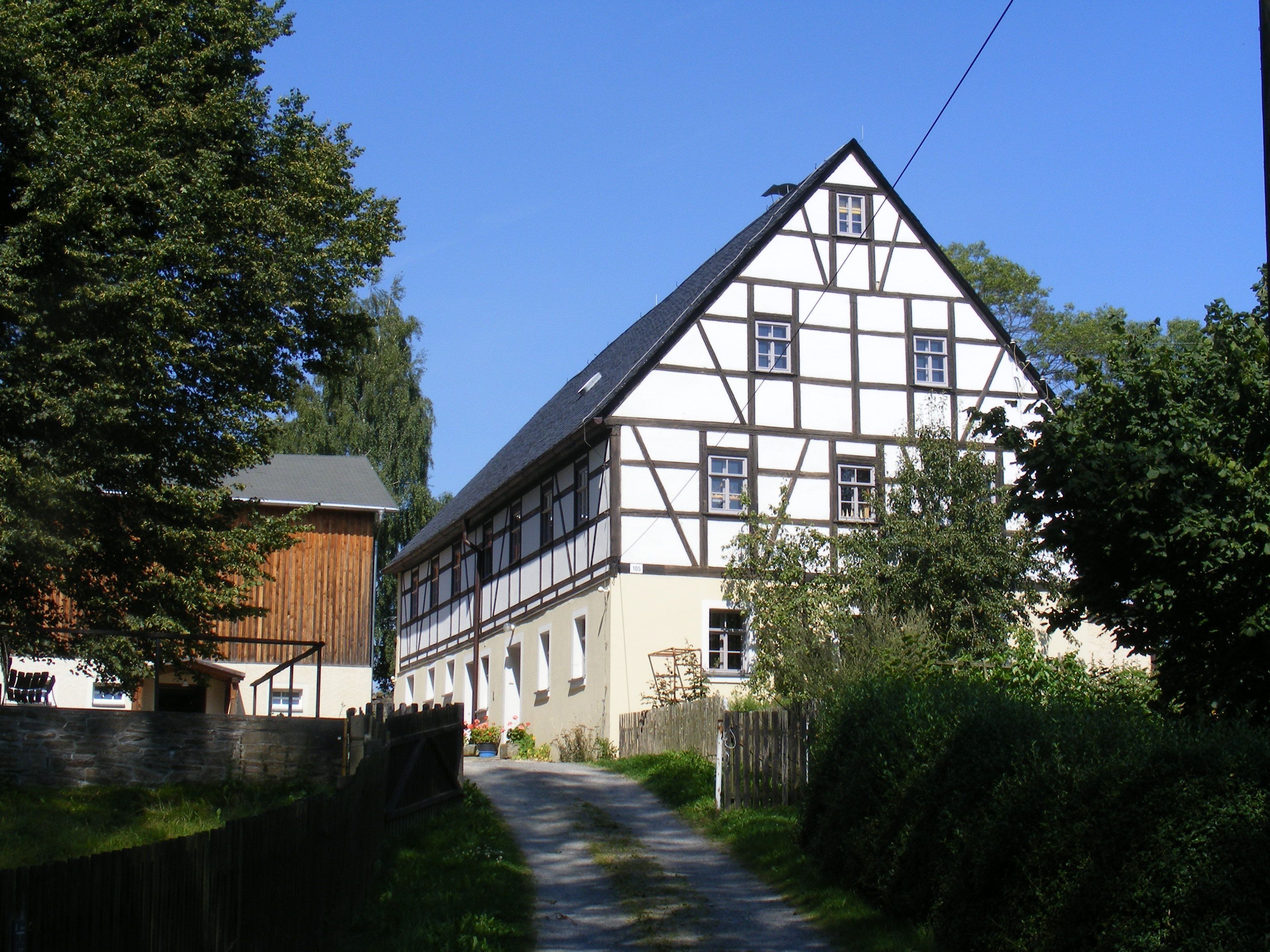
Denkmalgeschützter Dreiseitenhof, welcher heute das Dorfmuseum beherbergt

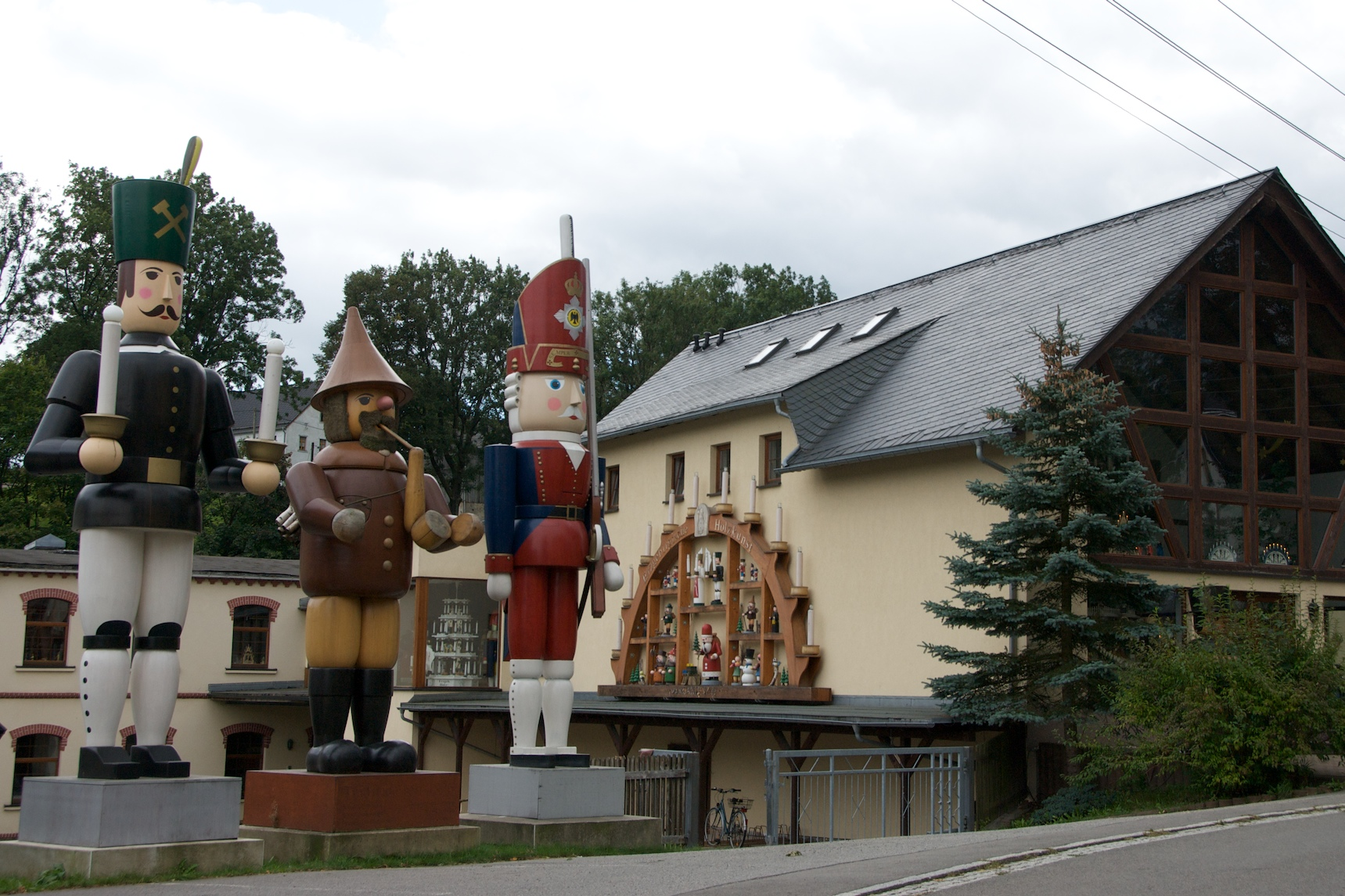
„Gahlenzer Riesen“

## Lage
Das Waldhufendorf Gahlenz liegt etwa 20 Kilometer östlich der sächsischen Großstadt Chemnitz im unteren Osterzgebirge. Der Ort ist begrenzt von den Hochflächen am Beginn des nördlichen Erzgebirgsanstieges. Der höchste Punkt des Ortes liegt bei 509 m (Knochen) über dem Meer.
Nachbarorte von Gahlenz sind Oberreichenbach und Kirchbach im Nordosten, Langenau im Osten, Kleinhartmannsdorf im Südosten, Eppendorf im Süden, Hammerleubsdorf im Südwesten sowie Breitenau, Oederan und Görbersdorf im Nordwesten.

## Geschichte

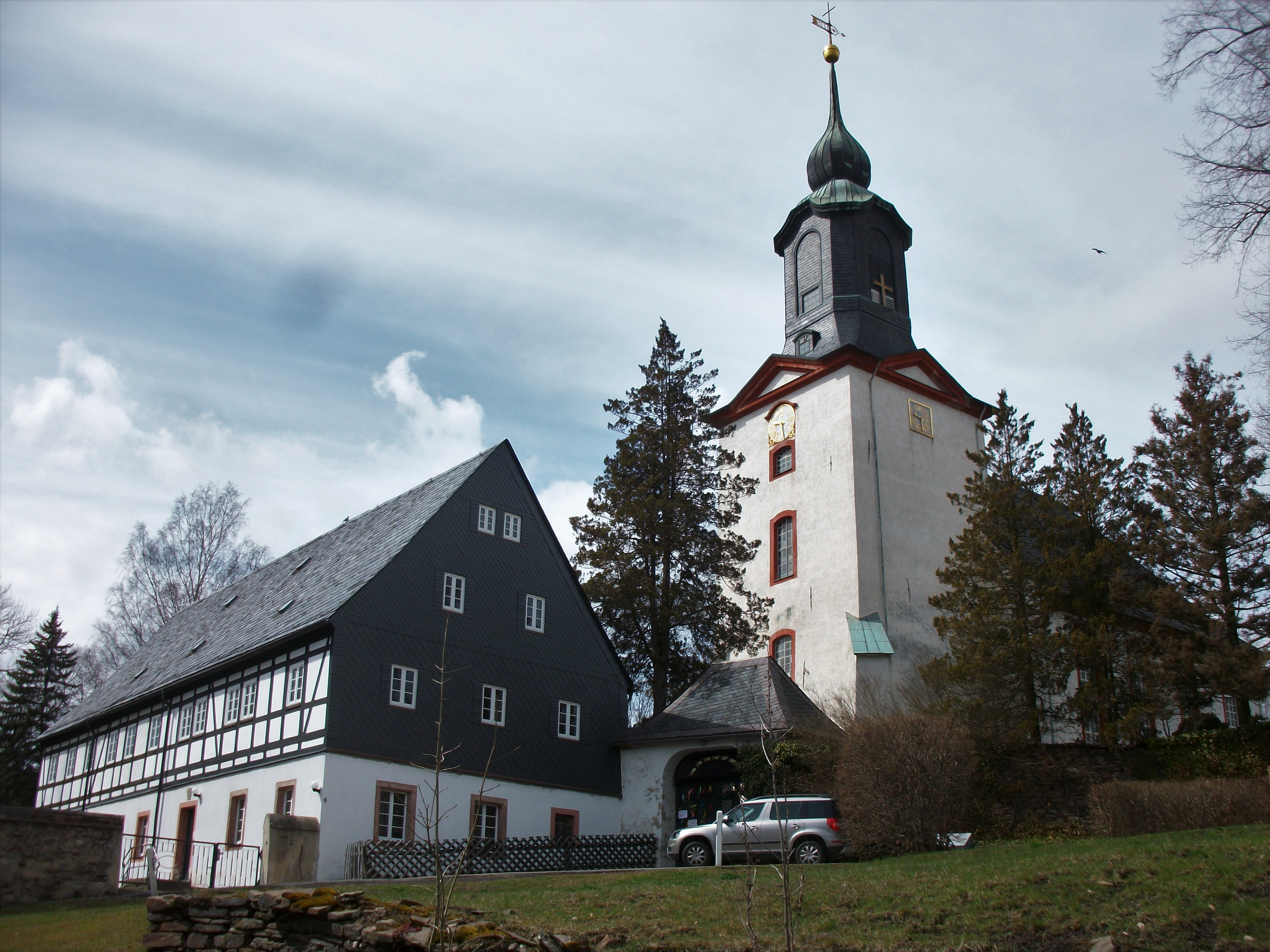
Kirche Zum Heiligen Kreuz (Gahlenz) mit Pfarrhaus

Die Entstehung der Ansiedlung fällt in die zweite Hälfte des 12. Jahrhunderts, ausgehend vom fränkisch-thüringischen Raum entlang eines „Böhmischen Steiges“. Aufgefundene Tonscherben aus dieser Zeit sind im Dorfmuseum zu sehen. Die erste belegte Ortsnamenform datiert von 1378 als Galenczk.
Die ursprüngliche Bedeutung des Namens ist nicht eindeutig feststellbar. Am wahrscheinlichsten ist die Deutung als Siedlung, wo es Krähen gibt.
Die Bewohner waren größtenteils Bauern und Handwerker, von 1554 bis 1825 wurde in kleinem Maße Silberbergbau betrieben.
In Gahlenz wurden 1666–1678 Hexenverfolgungen durchgeführt: Vier Personen gerieten in Hexenprozesse, zwei wurden mit Landesverweis bestraft.
August Schumann nennt 1816 im Staats-, Post- und Zeitungslexikon von Sachsen Gahlenz betreffend u. a.:
„Hier ist eine Pfarrkirche und Schule, deren Collatur das Ober-Consistorium hat, und welche unter der Inspection Freiberg stehen. Das Dorf besteht aus 90 Häusern und hat 5 Mühlen. Unter den 710 Einwohnern sind 45 Bauern, 2 Halbhüfner, und 45 Häusler.“
Albert Schiffner ergänzt 1828 u. a.:
„Gahlenz hatte 1815 112 Häuser und 768 Seelen; jetzt gegen 800. Es giebt hier 4 kleine Mahl-, 1 Oel- u. 2 Schneidemühlen. Auf dem untersten Gute baute man ehemals auf Silber. Den sonst sehr wenig lohnenden Feldbau hat seit 20 J. der Kleebu etwas gehoben; doch bleiben die Felder kalt und lehmig, u. es giebt sogar (in N) moorige Stellen, wo man auch wirklich etwas Lehm und Torf sticht. Man treibt hier die gewöhnliche erzgeb. Koppelwirthschaft, weshalb manche Bauern mehr als 25 Stck. Rindvieh halten.“
Die Landwirtschaft ist nach wie vor strukturbestimmend. Weitere Gewerbe sind ein Reiseunternehmen, ein Getreidelager mit Trocknung „Erzgebirgskorn“ sowie ein Unternehmen was erzgebirgische Holzkunst fertigt. Letzteres gelangte zu regionaler und auch überregionaler Bekanntheit durch die so genannten „Gahlenzer Riesen“, eine Sammlung zum Teil Guinnessbuch-prämierter Holzgroßfiguren an Standorten in Gahlenz.
Im Herbst 2006 verhandelte der Gemeinderat die Eingemeindung nach Oederan, die zum 1. Januar 2007 vollzogen wurde.

## Entwicklung der Einwohnerzahl
| Jahr | Einwohnerzahl                                          |
| ---- | ------------------------------------------------------ |
| 1551 | 46 besessene Mann, 16 Gärtner, 29 Inwohner, 62 ¼ Hufen |
| 1764 | 47 besessene Mann, 12 Gärtner, 40 Häusler, 61 ½ Hufen  |
| 1834 | 988                                                    |
| 1871 | 1143                                                   |
| 1890 | 1138                                                   |

| Jahr | Einwohnerzahl |
| ---- | ------------- |
| 1910 | 1243          |
| 1925 | 1238          |
| 1939 | 1232          |
| 1946 | 1570          |
| 1950 | 1497          |

| Jahr | Einwohnerzahl |
| ---- | ------------- |
| 1964 | 1245          |
| 1990 | 1040          |
| 2000 | 991           |
| 2012 | 848           |

## Politik
Bürgermeister
Letzter Bürgermeister vor der Eingemeindung war von 1994 an Lothar Hofmeister (CDU).

## Kultur und Sport
- Dorfmuseum Gahlenz
- 18-Loch-Golfplatz des Golf Sport Gahlenz e. V.

## Persönlichkeiten
- Julius Neuberth (1809–1881), Naturforscher und Magnetiseur

## Sehenswürdigkeiten
- Dorfmuseum Gahlenz
- Wildgehege Gahlenz
- Dorfkirche Gahlenz
- Gahlenzer Riesen
- Ortspyramide Gahlenz, ganzjährig aufgestellt mit vier saisonabhängigen Motiven

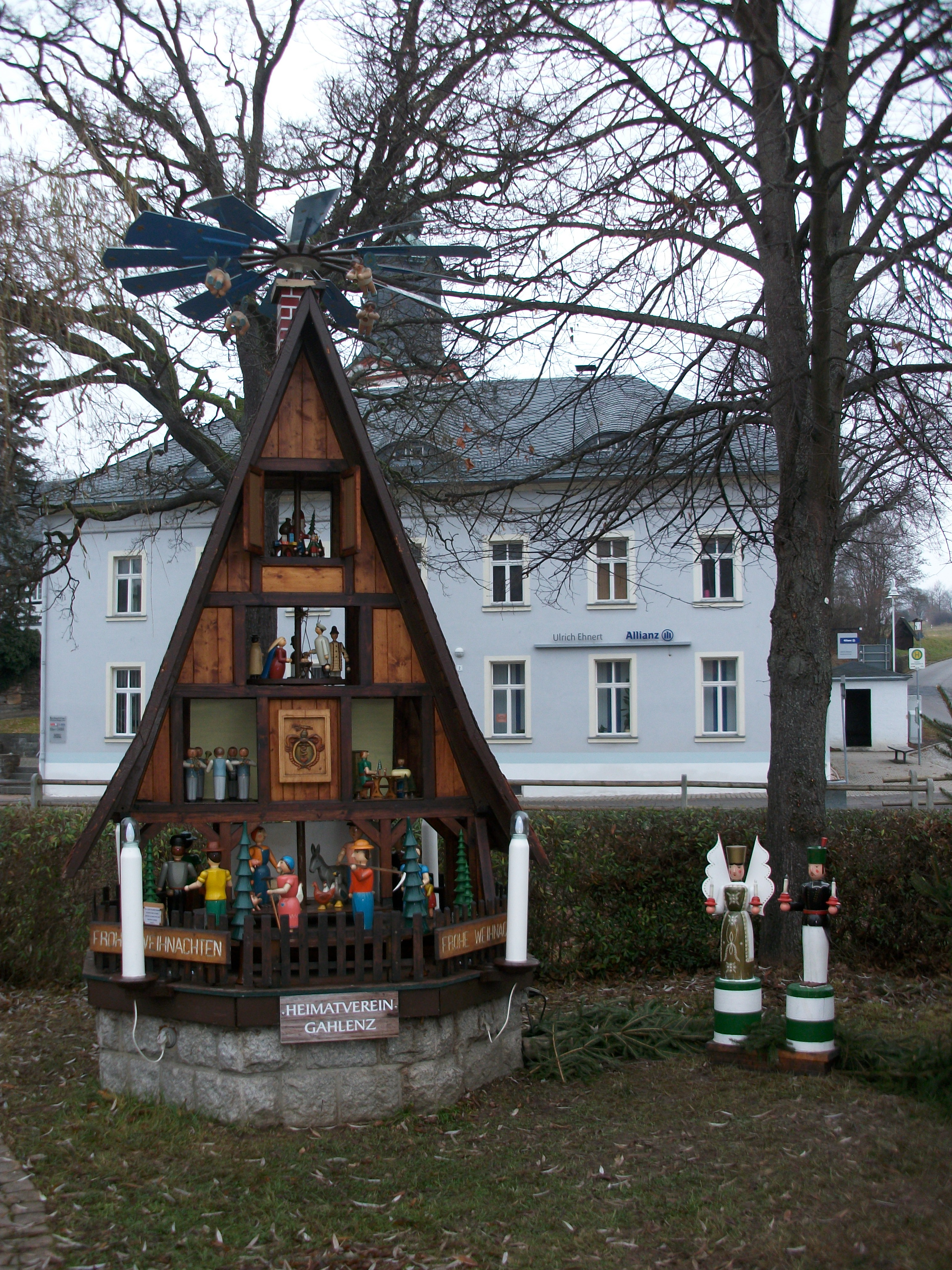
Ortspyramide Gahlenz zu Weihnachten
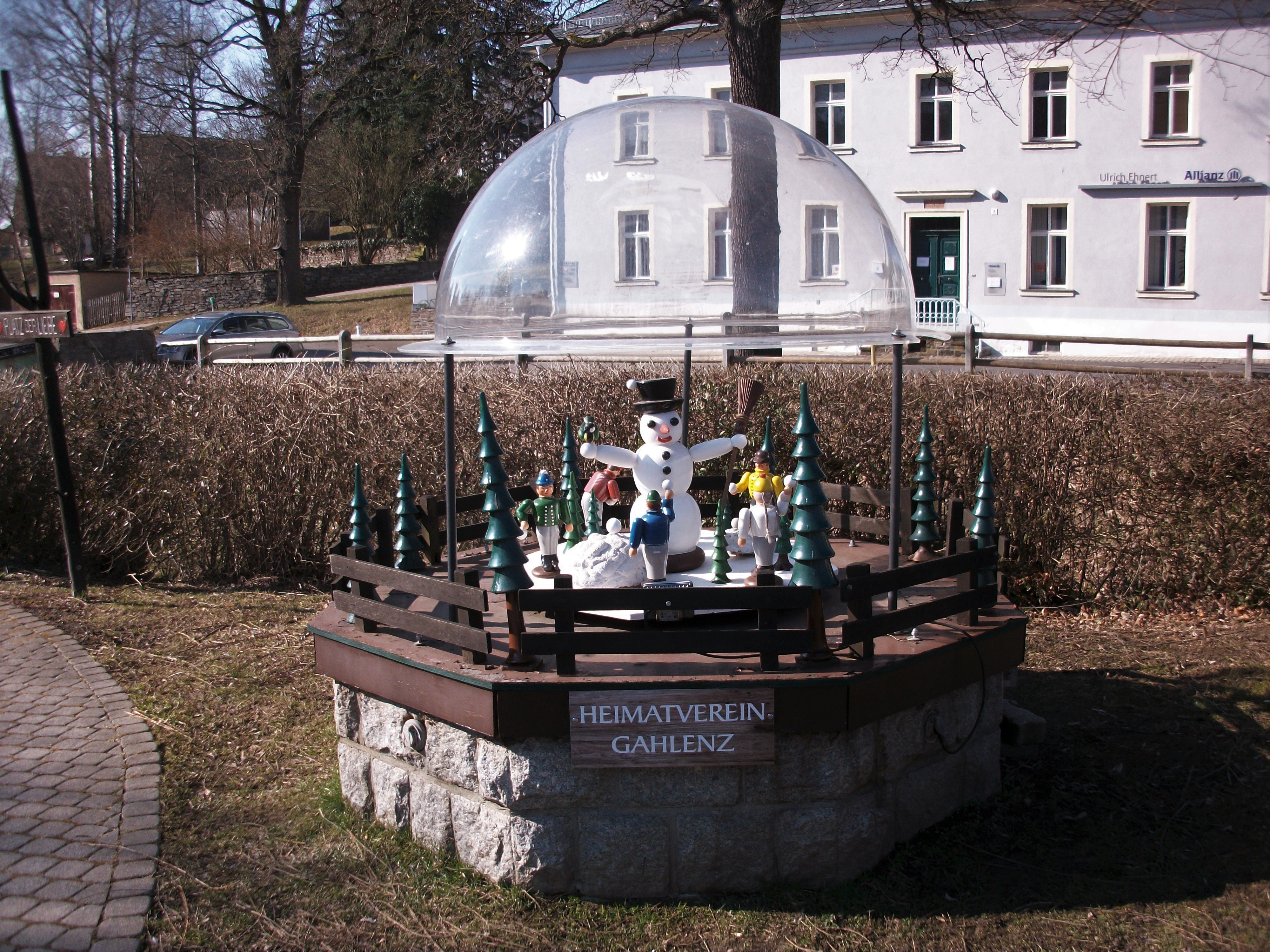
Ortspyramide Gahlenz im Winter
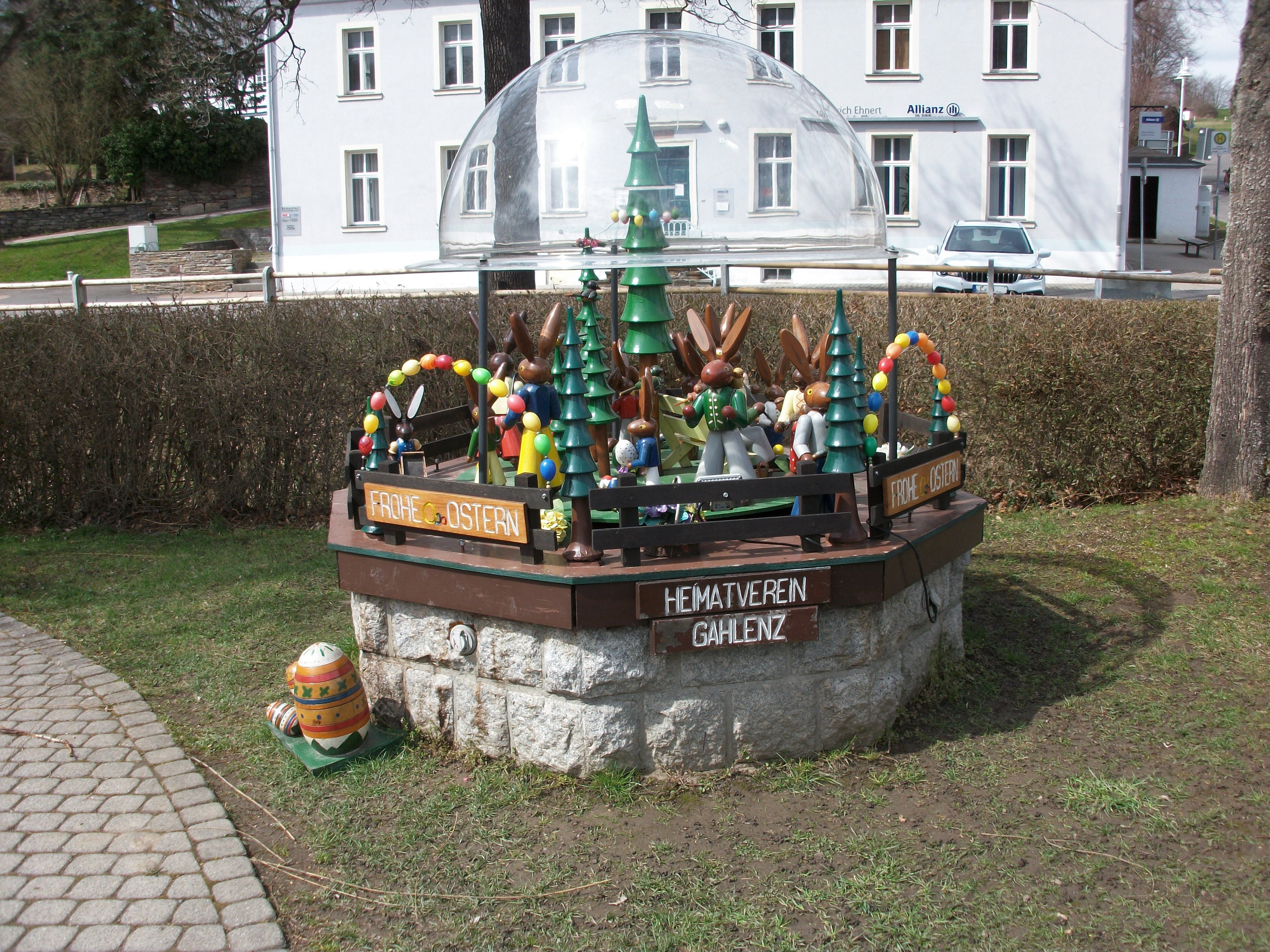
Ortspyramide Gahlenz zu Ostern
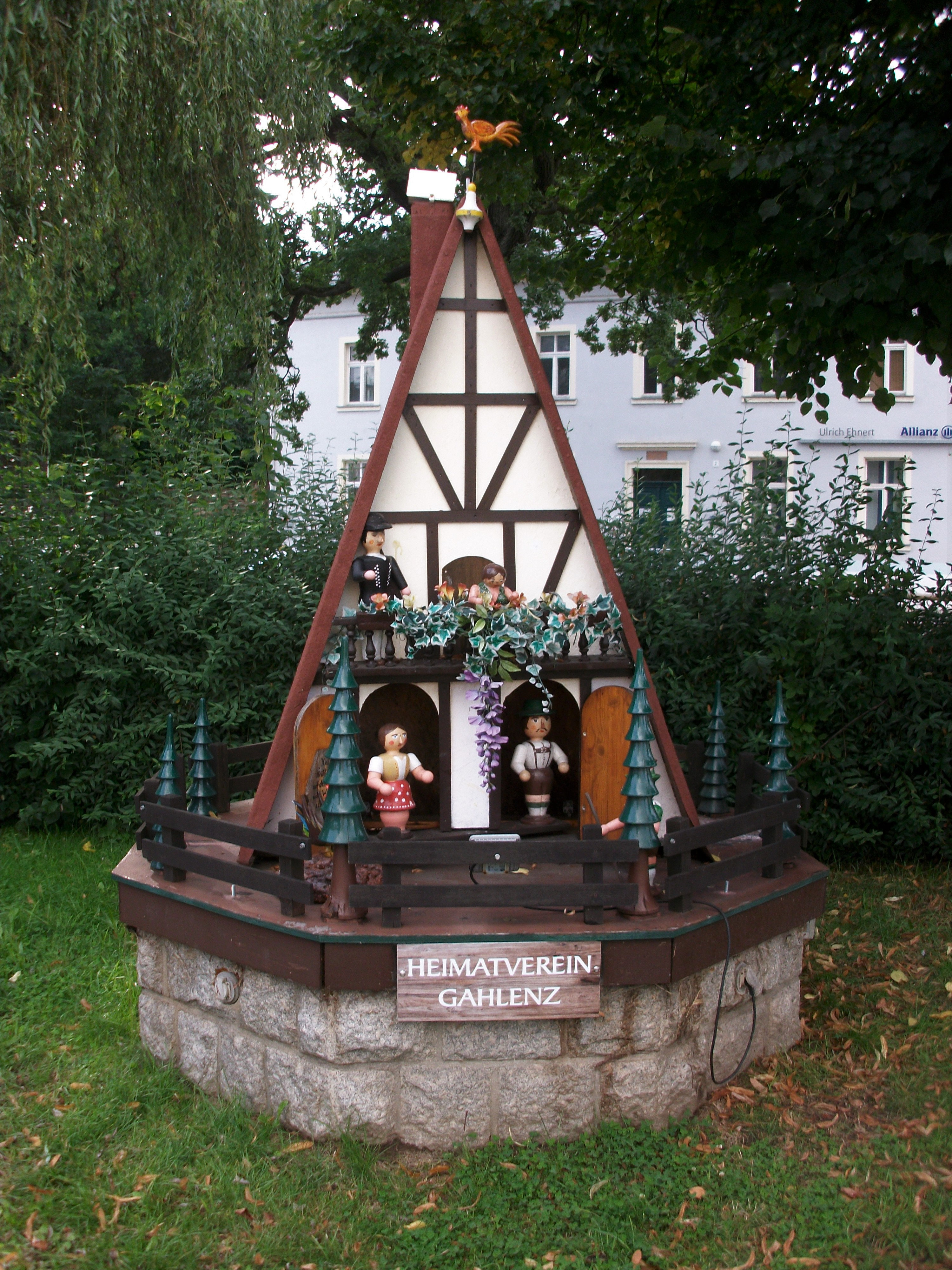
Ortspyramide Gahlenz im Sommer und Herbst (Wetterhäuschen)